# Flavià I d'Antioquia
Flavià I d'Antioquia (Flavianus) fou un religiós nascut probablement a Antioquia al començament del segle iv que fou bisbe metropolità d'Antioquia.
Ja de jove va portar una vida ascètica renunciant a les riqueses i als beneficis del rang familiar. Es diu que va seguir a Eustaci d'Antioquia al seu exili (vers 330) quan fou deposat pels arrians, però com que Sant Joan Crisòstom no ho esmenta no es pot assegurar.
Junt amb el seu coadjutor Diodor va aconseguir de l'arquebisbe Lleonci (344-358) que prohibís l'exercici del diaconat pel que acabava de ser nomenat Aeci, que feia predicacions heterodoxes a Antioquia sota protecció de l'arquebisbe (entre 348 i 358). És possible que en aquest temps Flavià i Diodor foren ardiaques i Filostorgi diu que foren deposats per Lleonci per la seva oposició, però no diu de quin càrrec foren deposats.
Flavià fou el primer que va introduir la pràctica d'alternar cants entre els psalms, i la divisió del cor en parts, que després es van universalitzar.
Meleci fou nomenat bisbe metropolità d'Antioquia el 361, i va dirigir la seu amb alguns intervals d'exili ocasionats per l'oposició a l'arrianisme, fins al 381. Meleci fou expulsat poc després de ser elegit i fou substituït per l'arrià Euzou (Euzoius) però Flavià i altres no van reconèixer al nou bisbe sinó al vell; Meleci fou restaurat i deposat una segona vegada, per un temps bastant breu, i deposat per més temps una tercera vegada en què l'església ortodoxa d'Antioquia va quedar sota custòdia de Flavià i Diodor que eren simples sacerdots. A la mort de Valent el 378 i la caiguda de l'arrianisme, Meleci fou restaurat i els ortodoxos van recuperar les seves seus i foren els arrians els que van formar una església separada. Però una part dels ortodoxos va romandre separats en dos grups (els eustacians i els melecians), dirigits per Paulí II d'Antioquia (arquebisbe eustacià) i Meleci; les esglésies occidentals i Egipte reconeixen a Paulí i les esglésies orientals i gregues a Meleci.
Això va provocar una gran divisió i es va acordar que tothom renunciaria a la successió que correspondria al darrer sobrevivent dels dos pretendents; molts eustacians van rebutjar l'acord però justament fou Meleci qui va morir el 381 (quan anava al concili de Constantinoble) i com que l'acord no es podia portar a terme fou elegit successor Flavià, que també havia anat al concili. Els eustacians el van acusar de perjuri (com tots els sacerdots fidels a Meleci havia jurat no acceptar ser successor ni de Meleci ni d'Eustaci) i això va agreujar el cisma.
El 387 la revolta d'Antioquia va suposar greus càstigs per la ciutat i Flavià va intercedir davant l'emperador Teodosi I el Gran per obtenir el perdó dels ciutadans, tot i que al mateix temps tenia a la seva germana molt malalta i a punt de la mort (els autors eclesiàstics atribueixen el perdó de la ciutat a Flavià, però Zòsim no ho esmenta).
Paulí II va morir el 388 (o 389) i els seus partidaris van elegir successor a Evagri, que va morir al cap de poc temps (393) i Flavià va maniobrar amb el patriarca Teòfil d'Alexandria i amb Joan Crisòstom de Constantinoble, i va aconseguir el reconeixement de les esglésies d'Occident i de Roma posant pràcticament fi al cisma.
Ja era molt gran i arrossegava malalties però va viure fins al 404, poc després de la deposició de Joan Crisòstom (el successor d'aquest el va confirmar com a arquebisbe d'Antioquia).
Teodoret i Foci I de Constantinoble esmenten un dels seus escrits. Foci fa esment a les "cartes als bisbes d'Osroene" i a la "carta a un bisbe d'Armènia", i també d'una confessió de fe en un sínode i una carta a l'emperador Teodosi.